# فرودگاه تولدو استیت
فرودگاه تولدو استیت (به انگلیسی: Toledo State Airport) یک فرودگاه همگانی است که یک باند فرود آسفالت دارد و طول باند آن ۵۳۳ متر است. این فرودگاه در کشور ایالات متحده آمریکا قرار دارد و در ارتفاع ۲٫۱ متری از سطح دریا واقع شده است.